# Alex Poythress
Alex Poythress, né le 6 septembre 1993, à Savannah, dans l'État de Géorgie, est un joueur d’origine américaine disposant de la nationalité sportive ivoirienne depuis 2022, année où il s’engage avec l’équipe ivoirienne de basket-ball. Il mesure 2,03 m et évolue au poste de pivot voire d'ailier fort.

## Biographie
En juillet 2020, Poythress s'engage pour une saison avec le Zénith Saint-Pétersbourg. En juin 2021, il signe au Zénith pour une saison de plus.
À l'été 2022, Poythress rejoint le Maccabi Tel-Aviv,.
Il fait ses débuts avec l’équipe nationale ivoirienne en Tunisie en match amical, le 15 août 2022, avant de défier le Nigeria (26 août), l’Ouganda (27 août) et le Cap-Vert (28 août) en qualifications à la Coupe du monde 2023.

## Palmarès
- Vainqueur de la VTB United League et champion de Russie 2021-2022
- All-NBA D-League Second Team 2017
- NBA D-League All-Rookie Team 2017
- NBA D-League All-Star 2017
- SEC All-Freshman Team 2013
- McDonald's All-American Game 2012